# Polyosma hookeri
Polyosma hookeri är en tvåhjärtbladig växtart som beskrevs av Otto Stapf. Polyosma hookeri ingår i släktet Polyosma och familjen Escalloniaceae. Inga underarter finns listade i Catalogue of Life.